# Diplomaten-Polka
Diplomaten-Polka (Polka des diplomates) est une polka de Johann Strauss II  (op. 448). L'œuvre est créée le 26 février 1893 dans la salle de concert de la Musikverein de Vienne.

## Histoire
La polka est composée sur la base de motifs de l'opérette Fürstin Ninetta. L'œuvre rejoint ainsi une série de compositions (opus numéros 445, 446, 447, 449 et 450) qui reprennent tous les thèmes de cette opérette. Le nom du titre est tiré de l’intrigue plutôt alambiquée de l’opérette.

## Durée
Sa durée d'exécution est de 4 minutes et 17 secondes. Elle peut varier quelque peu selon l'interprétation musicale du chef d'orchestre.

## Postérité
La pièce est jouée lors du célèbre concert du nouvel an à Vienne : en 1993 (Riccardo Mutti) et 2006 (Mariss Jansons).